# Hyperphagie
L'hyperphagie (ou polyphagie) désigne l'ingestion de quantités de nourriture supérieures à ce que l'organisme dépense, et entraînant une prise de poids. Certains animaux connaissent des périodes d'hyperphagie, notamment avant l'hibernation. Chez l'humain, il s'agit d'un symptôme qui peut témoigner de troubles du comportement alimentaire, ou de différentes autres conduites de la prise alimentaire qualifiée de pathologie.
La boulimie et l'hyperphagie se distinguent l'une de l'autre par la présence symbolique d’un corps boulimique médicalement qualifié par un IMC de normalité, et du corps hyperphage associé à un objet en surcharge. Quoi qu’il en soit, l’une comme l’autre s’immiscent par des processus de pensées de contrôle dans des préoccupations excessives affectant la perception de l’image de ce corps doublement affecté. Les pathologies boulimique et hyperphagique se rejoignent dans un syndrome boulimique associant des signes cliniques centrés sur l’état de l’acte d’ingestion : ingestion impulsive ou ritualisée - ingestion massive - ingestion rapide - ingestion incontrôlable ingestion dépersonnifiante.

## Chez l'animal
Dans la nature, certaines espèces animales traversent une phase, au cours de laquelle elles consomment une quantité bien supérieure à la normale de nourriture, dans le but d'accumuler des vitamines et des graisses (dans le foie et d'autres parties du corps). Ces périodes d'hyperphagie peuvent correspondre à divers contextes :
- avant chaque hibernation (des ours aux chauve-souris)
- avant une période de jeûne hivernal[3]
- avant chaque départ en migration pour les animaux migrateurs (du saumon aux oiseaux migrateurs)
- avant la période de reproduction ou durant la gestation, les individus concernés ont une phase dite d’hyperphagie, durant laquelle ils mangent beaucoup plus qu'en temps normal, afin d'accumuler des vitamines, des graisses

Ces nutriments constituent une source d'énergie significative durant l'hivernation, l'hivernage ou la migration (moments de la vie souvent physiologiquement éprouvants pour les animaux). La survie de plusieurs centaines de millions d'oiseaux, qui entreprennent chaque année des migrations de centaines à milliers de kilomètres, repose sur leur état de santé optimal et leurs réserves de graisse adéquates.
Chez les animaux, certains facteurs de stress peuvent également déclencher une phase d'hyperphagie.

## Chez l'humain
En médecine, la polyphagie, l'hyperphagie ou la suralimentation est un symptôme caractérisé par une faim excessive avec une absence de sensation de satiété qui se traduit par une consommation excessive de nourriture.
Le syndrome d'hyperphagie incontrôlée est un trouble alimentaire caractérisé par des épisodes récurrents de consommation excessive de nourriture, souvent accompagnés d'une sensation de perte de contrôle. Les personnes atteintes de ce trouble ont tendance à manger rapidement de grandes quantités de nourriture, même lorsque leur corps n'a pas besoin de calories supplémentaires.

### Traitement et aspects psychologiques
L'hyperphagie, caractérisée par des épisodes répétitifs d'ingestion excessive de nourriture sans comportements compensatoires, cache souvent une profonde souffrance psychologique. Les individus atteints d'hyperphagie éprouvent fréquemment des sentiments d'impuissance, de honte et d'isolement en raison de leur incapacité à contrôler leurs pulsions alimentaires. Il est crucial de reconnaître que derrière ce trouble du comportement alimentaire se trouve souvent une quête mal adaptée de gestion des émotions et du stress.
Le traitement de l'hyperphagie nécessite une approche globale, axée sur le soutien psychologique et, dans certains cas, sur une intervention médicale pour adresser les complications physiques. Les thérapies cognitivo-comportementales se sont révélées efficaces pour aider les patients à identifier et à modifier les schémas de pensée qui contribuent à leurs crises alimentaires. De plus, un accompagnement psychothérapeutique peut aider à explorer les causes profondes du trouble, telles que les problèmes d'estime de soi, les traumatismes ou les difficultés relationnelles.
La mise en place d'un environnement de soutien, incluant des groupes de parole et le soutien de proches bien informés, est essentielle pour rompre le cycle de l'isolement et encourager le rétablissement. Il est important de souligner que chaque individu est unique, et donc, le plan de traitement doit être personnalisé pour répondre aux besoins spécifiques du patient.